# Óengus mac Nad Froích
Óengus (Áengus) mac Nad Froích (ur. ok. 411, zm. 489 pod Cell Osnadha) – pierwszy chrześcijański król Cashel i Munsteru z dynastii Eóganacht od 453 do swej śmierci. Najstarszy syn króla Munsteru Nad Froícha mac Cuirc oraz jego drugiej żony Faochan, Brytyjki (nazywana córką króla Brytanii). 
Według Tablicy Synchronistycznej Laud, znajdującej się w piętnastowiecznym manuskrypcie „Laud 610” (fol. 115 a 2), objął tron Munsteru po swym ojcu oraz rządził trzydzieści sześć lat. Został ochrzczony w królewskiej siedzibie Cashel przez samego św. Patryka. Narzucił chrzestny podatek na chrześcijańskich neofitów Munsteru dla „Apostoła Irlandii”. Źródła wspominają, że połowa jego licznego potomstwa była dana Kościołowi. Król będąc pobożnym, otaczał się duchownymi. W 489 r. walczył w bitwie pod Cell Osnadha (Cenn Losnada) w Mag Fea, w której poległ. Dawniejsza literatura podawała datę jego śmierci, 490 lub 492. Jego żona Eithne Uathach ingen Cremthainn, nazwana "Nienawistną", także zginęła w tej bitwie. Była ona córką Crimthanna I mac Énnai z Uí Cheinnselaig, króla Leinsteru. Zwycięzcami zostali król Leinsteru Illann mac Dunlaing i jego brat Ailill z Uí Dúnlainge, Eochaid Guinech z Uí Bairrche oraz Muirchertach I Mac Ercae mac Muiredaig z Uí Néill, król Ailechu. Zgodnie ze zwyczajem wojennym Óengusowi została odcięta głowa, którą następnie przekazano Illanowi.

## Potomstwo
Podobno Óengus miał mieć dwudziestu czterech synów i dwadzieścia cztery córki, w tym: 
- Eochaid II mac Óengusa, przyszły król Munsteru
- Fedlimid I mac Óengusa, przyszły król Munsteru, przodek Eóganacht Chaisil
- Dub I Gilcach, przyszły król Munsteru
- Bressal, syn Eithne, przodek Eóganacht Chaisil
- Senach, syn Eithne
- Áed Caoch, syn Eithne
- Carrthann
- Nafireg
- Aed
- Losian
- Dathi
- Uichtdeald, żona Aililla Molta, króla Connachtu i zwierzchniego króla Irlandii